# Dęba (gromada w powiecie tarnobrzeskim, 1954–1972)
Dęba – dawna gromada, czyli najmniejsza jednostka podziału terytorialnego Polskiej Rzeczypospolitej Ludowej w latach 1954–1972.
Gromady, z gromadzkimi radami narodowymi (GRN) jako organami władzy najniższego stopnia na wsi, funkcjonowały od reformy reorganizującej administrację wiejską przeprowadzonej jesienią 1954 do momentu ich zniesienia z dniem 1 stycznia 1973, tym samym wypierając organizację gminną w latach 1954–1972.
Gromadę Dęba z siedzibą GRN w Dębie (od 1977 w granicach Nowej Dęby) utworzono – jako jedną z 8759 gromad na obszarze Polski – w powiecie tarnobrzeskim w woj. rzeszowskim na mocy uchwały nr 34/54 WRN w Rzeszowie z dnia 5 października 1954. W skład jednostki weszły obszary dotychczasowych gromad Dęba (z wyłączeniem obszaru Rady Osiedla wraz z terenem zakładu przemysłowego) i Poręby Dębskie ze zniesionej gminy Dęba w tymże powiecie. Dla gromady ustalono 16 członków gromadzkiej rady narodowej.
30 czerwca 1960 do gromady Dęba włączono obszar zniesionej gromady Tarnowska Wola w tymże powiecie.
Gromada przetrwała do końca 1972 roku, czyli do kolejnej reformy gminnej. 1 stycznia 1973 w powiecie tarnobrzeskim reaktywowano gminę Dęba z siedzibą we wsi Dęba, w granicach nieco innych niż w 1954.
Uwaga: W 1954 roku w powiecie tarnobrzeskim powstały dwie odrębne jednostki wiejskie o nazwie gromada Dęba; drugą z nich była gromada Dęba z siedzibą w nowo wybudowanym osiedlu we wsi Dęba, którą w następstwie utworzenia dwóch gromad podzielono na dwie odrębne wsie: "wiejską" i "osiedlową". Wieś osiedlowa była już w założeniach reformy z 1954 predestynowana na awans do formalnego statusu osiedla, do czego doszło już w listopadzie tego samego roku. Osiedlu Dęba w 1961 zmieniono nazwę na Nowa Dęba i nadano status miasta. 1 sierpnia 1977 Dęba (wraz z Porębami Dębskimi) weszła w skład miasta Nowa Dęba.